# Rivellia longicornis
Rivellia longicornis är en tvåvingeart som beskrevs av Wulp 1898. Rivellia longicornis ingår i släktet Rivellia och familjen bredmunsflugor. Inga underarter finns listade i Catalogue of Life.